# Centrul "Nomos"

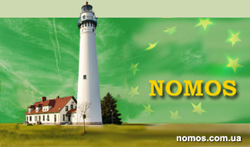
Centrului "Nomos" logo-ul

Centrul "Nomos" (numele complet – Centrul pentru facilitarea studiilor privind problemele geopolitice și ale cooperării euro-atlantice în bazinul Mării Negre „Nomos”, engleză: The Center for assistance to the geopolitical problems and euroatlantic cooperation of the Black Sea region studies NOMOS) este un centru analitic independent neguvernamental ucrainean, situat în Sevastopol,  Ucraina. 

## Istorie
Centrul „Nomos” a fost fondat în noiembrie 2003 ca un ONG, obiectivele căruia sunt asistență privind studiile problemelor geopolitice în bazinul Mării Negre, analiza, elaborarea de recomandări și previziuni privind politica internă și externă a Ucrainei, relațiilor internaționale, răspândirea în societate a informațiilor despre procesele de integrare europeană și euro-atlantică în regiune.
Proiectul a fost creat ca un centru analitic independent non-guvernamental, care să devină un instrument al integrării intelectuale ale elitelor ucrainene și străine, pentru dialog și dezbatere a comunității de experți și politicieni privind starea și perspectivele dezvoltării regiuni Mării Negre. 

## Activități
Centrul „Nomos” pregătește informații analitice, articole, studii, comentarii privind probleme actuale ale politicii publice în domeniul securității naționale și internaționale. Rezultatele cercetărilor sunt prezentate în cadrul reuniunilor publice, tipărite în mass-media din Ucraina și din străinătate. Studiile Centrului „Nomos” au fost utilizate în activitatea organizațiilor internaționale (Comisia Europeană), ambasadelor europene și a țărilor din bazinul Mării Negre, autorităților publice din Ucraina

.
Centrul organizează și petrece conferințe internaționale, seminarii și mese rotunde privind problemele actuale pentru regiune, cu participarea oamenilor de știință, experților și politicienilor din țările Europene, Caucazului și bazinului Mării Negre

.
Partenerii Centrului „Nomos” – centre independente de analiză din Ucraina, Rusia, Statele Unite ale Americii, Uniunea Europeană, Caucazul de Sud și țările din bazinul Mării Negre.
Din 2006 – lider ONG al Grupului de țintă privind securitatea economică din cadrul Rețelei de parteneriat Ucraina-NATO. 

## Jurnalul "Securitatea regiunii Mării Negre"
Din 2005, „Nomos” publică jurnalul „Securitatea regiunii Mării Negre” (engleză: The Black Sea Security), care conține informații și analize privind diferite aspecte ale securității regionale și internaționale.
Subiectele rubrici: 
- Geopolitică;
- Securitatea națională;
- Integrare europeană și euro-atlantică;
- Politica economică;
- Securitatea energetică;
- Securitatea militară;
- Mediu, securitatea ecologică;
- Relațiile interetnice și interreligioase;
- Conflicte regionale;
- Terorismul și pirateria.

Informațiile analitice sunt, de asemenea, publicate pe site-ul Centrului „Nomos”. 

## Conducerea, structura
Centrul „Nomos” constă din revista „Securitatea regiunii Mării Negre” și departamente – „Programe”.
- Directorul executiv al Centrului "Nomos", șef-redactor - Serghei Kulik,
- Directorul de Programe de Energie – Mihail Gonciar,
- Director de Programe Internationale – Dmitrii Ștâblikov,
- Directorul de Programe de Informare – Pavel Lakiychuk.